# Chlomek
Chlomek je vesnice v okrese Praha-západ, je součástí obce Petrov. Nachází se asi 1,3 km na západ od Petrova. Prochází tudy Železniční trať Praha - Vrané nad Vltavou - Čerčany/Dobříš a silnice II/104 Na jih od vesnice protéká Vltava. Je zde evidováno 421 adres.